# Косолапов Олександр Володимирович
Олекса́ндр Володи́мирович Косола́пов — учасник Афганської війни 1979—1989 років.

## Життєпис
У мирний час проживає у місті Щастя. У часі російсько-української війни — з травня 2014-го є бійцем батальйону «Айдар». В лави захисників став разом із сином.
При звільненні Георгіївки в Луганській області зазнав важких поранень ніг, втратив багато крові. Довго лікувався у Львівському госпіталі.

## Нагороди
- орден «За мужність III» ступеня (13.2.2015)